# Godfrey Chitalu
Godfrey Chitalu   (Luanshya, 22 d'octubre de 1947 - Libreville, 27 d'abril de 1993) és un exfutbolista zambià de la dècada de 1970. Considerat un dels futbolistes zambians més importants, cinc cops nomenat futbolista zambià de l'any i màxim golejador de la selecció nacional.

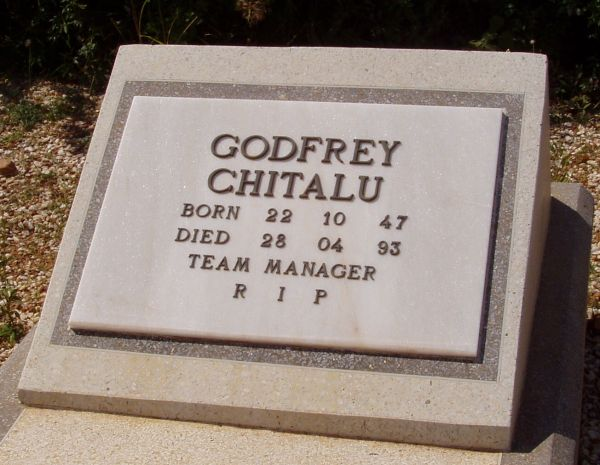
Tomba de Godfrey Chitalu a Lusaka.

L'any 1972 va marcar més de 100 gols en totes les competicions (107), per davant de Gerd Müller el 1972 i Lionel Messi el 2012, com a rècord mundial de gols en un any natural.
Fou internacional amb la selecció de futbol de Zàmbia. Pel que fa a clubs, destacà a Kitwe United FC i Kabwe Warriors FC.
Trajectòria com a entrenador:
- 1984–1986 Kabwe Warriors
- 1991–1993 Kabwe Warriors
- 1993  Zàmbia

Va morir en l'accident aeri de la selecció de futbol de Zàmbia de 1993.